# 121016 Christopharnold
121016 Christopharnold este un asteroid din centura principală de asteroizi.

## Descriere
121016 Christopharnold este un asteroid din centura principală de asteroizi. A fost descoperit pe 18 ianuarie 1999 la Drebach de Jens Kandler. Asteroidul prezintă o orbită caracterizată de o semiaxă mare de 2,32 ua, o excentricitate de 0,28 și o înclinație de 26,2° în raport cu ecliptica.